# 1063

## Události
- Obnoveno biskupství v Olomouci knížetem Vratislavem II.

## Úmrtí
- 30. dubna – Žen-cung, čínský císař (* 30. května 1010)
- 5. srpna – Gruffydd ap Llywelyn, vládce Walesu (* 1007)
- 11. září – Béla I. Uherský, uherský král (* okolo 1016)

## Hlavy států
- České knížectví – Vratislav II.
- Papež – Alexandr II.
- Svatá říše římská – Jindřich IV.
- Anglické království – Eduard III. Vyznavač
- Aragonské království – Ramiro I. / Sancho Ramírez
- Barcelonské hrabství – Ramon Berenguer I. Starý
- Burgundské vévodství – Robert I. Starý
- Byzantská říše – Konstantin X. Dukas
- Dánské království – Sven II. Estridsen
- Francouzské království – Filip I.
- Kyjevská Rus – Izjaslav I. Jaroslavič
- Kastilské království – Ferdinand I. Veliký
- Leonské království – Ferdinand I. Veliký
- Navarrské království – Sancho IV.
- Norské království – Harald III. Hardrada
- Polské knížectví – Boleslav II. Smělý
- Skotské království – Malcolm III.
- Švédské království – Stenkil
- Uherské království – Béla I. Uherský / Šalamoun